# Carl von Heyden
Carl Heinrich Georg von Heyden (Frankfurt am Main, 20 januari 1793 - 7 juli 1866) was een Duits senator en entomoloog. 
Hij studeerde van 1810 tot 1812 boskunde onder Johann Matthäus Bechstein aan de Dreißigacker bosbouwschool bij Meiningen en in 1813 aan de Universiteit van Heidelberg. 
In 1827 werd Von Heyden senator, later gedeputeerde bij het Kriegszeugamt en het Forstamt, het bosagentschap die de bossen in bezit van de Vrije Stad beheerde. In 1836 werd hij Jüngerer Bürgermeister (plaatsvervanger van de burgemeester, de Älteren Bürgermeister). In 1845 werd hij voor de eerste maal Älteren Bürgermeister, en dit was hij ook in 1848, 1850 en 1853. Hij had dus de leiding over de stad en financiën in de tijd van de Maartrevolutie en de Nationale Vergadering van Frankfurt. Von Heyden was deel van de conservatieve vleugel van het senaat.
Op 20 oktober 1851 pleegde Johann Philipp Herrlich een aanslag op hem, die mislukte. Von Heyden trok zich vervolgens steeds meer terug uit de politiek en wijdde zich nog uitsluitend op zijn onderzoek. Hij was lid van 35 wetenschappelijke verenigingen en clubs, waaronder (als medeoprichter) sinds 1817 van de Senckenberg Gesellschaft für Naturforschung, waarvin hij in 1821 ook de entomologische afdeling stichtte. Daarnaast was hij ook lid van de Gesellschaft Deutscher Naturforscher und Ärzte (1822), de Physikalischer Verein (1824), de Vereins für Geographie und Statistik (1836) en de Vereins für Naturwissenschaftliche Unterhaltung. 
Hij verzamelde insecten uit allerlei ordes, maar was voornamelijk geïnteresseerd in kevers, microvlinders, vliesvleugeligen, tweevleugeligen en fossiele insecten. Zijn verzamelingen zijn nu opgenomen in de collecties van het Duits Entomologisch Instituut en het Naturmuseum Senckenberg. Naast zijn entomologische onderzoek, deed hij ook onderzoek naar de reptielspecimens die door Eduard Rüppell waren verzameld in Noord-Afrika. 
Hij kreeg internationale erkenning in 64 gespecialiseerde publicaties, waaronder 34 entomologische publicaties. Drie geslachten en 33 soorten dieren en planten zijn vernoemd naar Von Heyden. In 1861 kende de Universiteit van Gießen hem een eredoctoraat toe. Hij was ook lid van de Frankfurter Vereins für Geschichte und Altertumskunde. 
In 1837 trouwde hij met Julia von Dörnberg (1815–1844), met wie hij twee zonen en een dochter kreeg. Zijn oudste zoon Lucas von Heyden (1838–1915) werd aanvankelijk Pruisische officier, maar verliet de actieve dienst als majoor en zette de entomologische studies van zijn vader voort. Vader en zoon voerden samen onderzoek naar fossiele insecten die in bruinkool voorkomen. Zijn jongste zoon Karl Hermann werd ook een Pruisische officier. Hij wordt beschouwd als de grondlegger van de wetenschappelijke faleristiek.
Carl von Heyden stierf op 7 januari 1866. Zijn graf bevindt zich op de hoofdbegraafplaats van Frankfurt.
- Gemeinsame Normdatei: 116787260
- Museum of New Zealand Te Papa Tongarewa: 59777
- Virtual International Authority File: 72154380
- WorldCat: E39PBJvHcdhvdwv3XbdhhDgVG3